# Province de Huanta
La province de Huanta (en espagnol : Provincia de Huanta) est l'une des onze provinces de la région d'Ayacucho, au sud du Pérou. Son chef-lieu est la ville d'Ayacucho.

## Géographie
La province, qui est la plus septentrionale de la région, couvre une superficie de 3 878,91 km2. Elle est limitée au nord par la province de Satipo (région de Junín), à l'est par la province de La Convención (région de Cuzco) et la province de La Mar, au sud par la province de Huamanga et à l'ouest par les provinces de Tayacaja, Churcampa, Acobamba et Angaraes (région de Huancavelica).

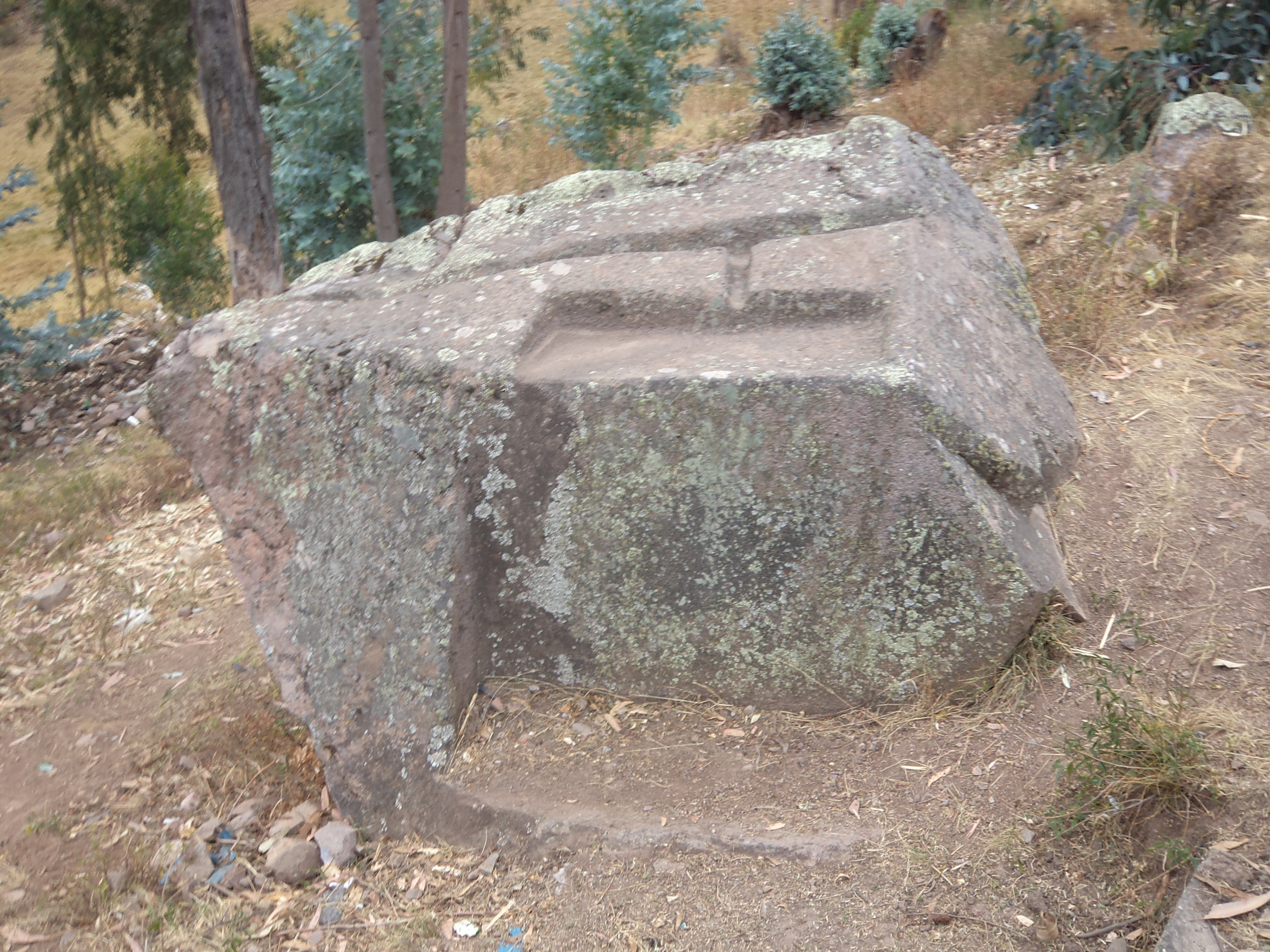
La lessive vierge

## Population
La population de la province s'élevait à 89 300 habitants en 2005.

## Subdivisions
La province de Huanta est divisée en douze districts (en espagnol : distritos ; singulier : distrito) :
1. Ayahuanco
2. Huamanguilla
3. Huanta
4. Iguain
5. Llochegua
6. Luricocha
7. Santillana
8. Sivia
9. Canayre
10. Uchuraccay
11. Pucacolpa
12. Chaca